# Okres Jün-lin
Okres Jün-lin (čínsky 雲林縣, tongyong pinyin Yúnlín siàn, tchajwansky Hûn-lîm-koān) je okres na Tchaj-wanu. Jeho sousedy jsou okres Čang-chua, okres Nan-tchou a okres Ťia-i.